# Élection pontificale de septembre 1276
L'élection pontificale de septembre 1276 est celle par laquelle les cardinaux de l'Église catholique romaine élisent un pape à la succession d'Adrien V (mort le 18 août 1276, après seulement trente-six jours de pontificat).
Il s'agit de la troisième élection pontificale en 1276, qui est donc une « année des quatre papes », la seule dans l'histoire au 18 mai 2025. Il y a douze cardinaux, dont onze sont présents. (L'absent est le Français Simon de Brion.) Deux d'entre eux (Riccardo Annibaldi et le doyen Guillaume Vicedomino de Vicedominis) décèdent pendant l'élection, respectivement les 4 et 6 septembre.
Selon certaines sources, Vicedomino de Vicedominis aurait été élu pape le 5 septembre, avant de décéder quelques heures plus tard. Son élection n'est, en tout cas, jamais proclamée, et il n'est jamais officiellement reconnu comme pape. L'histoire de cette élection pourrait n'être qu'un mythe, n'étant attestée par aucune source contemporaine. Le 8 septembre, les neuf cardinaux survivants élisent le cardinal Pedro Julião, évêque de Frascati, à la papauté. Il est le premier pape portugais (ou le second si l'on considère Damase Ier, pape au IVe siècle, comme ayant été portugais), et le dernier au 18 mai 2025. Il prend par erreur le nom de Jean XXI, bien qu'il n'y ait jamais eu de Jean XX.